# 톤수
톤수(ton數, 영어: tonnage)는 화물을 운반하는 함선의 용량 단위이다. 군함은 배수량으로 재는 반면, 상선은 적재량으로 잰다.
톤수는 선박의 용량을 측정한 것으로 일반적으로 상업용 운송에 대한 수수료를 평가하는 데 사용된다. 이 용어는 와인 통이나 통에 부과되는 세금에서 유래되었다. 현대 해양 용도에서 "톤수"는 특히 선박의 부피 또는 화물량을 계산하는 것을 의미한다. 톤수(부피)를 변위(선박의 실제 질량)와 혼동해서는 안 되지만, 2,240lb의 롱톤(long ton, 영국톤)은 일반적으로 와인 "툰"(tun)의 무게가 그 정도라는 사실에서 파생된다.

## 측정 단위
- GT (총 톤수, Gross tonnage)
- NT (순 톤수, Net tonnage)
- GRT (총 등록 톤수, Gross register tonnage): 등록 톤이 100 큐빗 피트 (2.83168 m<sup[>3)와 동일할 때의 총 선박 내부 용적
- NRT (순 등록 톤수, Net register tonnage)
- PC/UMS (파나마 운하/일반 측정 계통, Panama Canal/Universal Measurement System)
- SCNT (수에즈 운하 순 톤수, Suez Canal Net Tonnage)
- 템즈 톤수(Thames measurement tonnage)

## 같이 보기
- 톤 (단위)
- 중량톤수 (DWT)
- 배수량
- 영국톤
- 미국톤
- 미터톤

## 참고 문헌
- The Oxford Companion To Ships & The Sea, by I. C. B. Dear and Peter Kemp. Oxford University Press, 1979. ISBN 0-19-860616-8
- Ship Design and Construction, Volume II; Thomas Lamb, Editor. Society of Naval Architects and Marine Engineers, 2004. ISBN 99909-0-620-3